# フラッグ (企業)
株式会社フラッグ（英: Flag Inc.）は、東京都渋谷区に本社を置く日本のデジタルマーケティング・エージェンシー。映画や動画配信、アニメ、ゲーム、放送、音楽など幅広いエンターテイメント分野において、ソーシャルメディアマーケティングを中心としたデジタルマーケティング事業を展開。映像・Web制作などのクリエイティブソリューション事業も提供する。　
映画・エンタメコンテンツなどの自社IPコンテンツの企画・製作を手がけたり、映画の海外との共同製作や映画学校（ニューシネマワークショップ）の運営など、映画関連の様々な事業も展開する。2024年8月には映画会社の松竹、東映と資本業務提携し、映画マーケティンのDXを目指す「シネマDXプロジェクト」を立ち上げた。　
渋谷の東京本社をはじめ、札幌、名古屋、大阪、広島、松山、福岡、沖縄にオフィスを展開。2019年3月にはアメリカ・ロサンゼルスに現地法人「Flag Pictures, Inc.」を設立し、海外市場向けのマーケティングやクリエイティブサービスの提供も行っている。

## 概要
創業時の2000年当初より、ネット動画配信用コンテンツ制作から事業をスタート。
その後も映画宣伝のオンラインPR、ソーシャルメディアを利用したプロモーションなどのデジタルマーケティングの手法をいち早く導入し、プロモーションの企画からパブリシティ、広告、SNSのアカウント運用、映像制作、Web制作、ライブ配信、キャンペーン事務局まで一気通貫で手がけているのが特長。また、エンタメ分野以外のクライアントも幅広く手がけている。
近年はAmazon Prime Videoで配信中のトークバラエティ「有田と週刊プロレスと」シリーズ、「有田プロレスインターナショナル」、YouTubeチャンネル「有田哲平のプロレス噺【オマエ有田だろ!!】」の企画・製作のほか、同社映画の買付・配給・宣伝プロデュース事業、さらに海外との映画共同製作事業など広い領域でのビジネスにもチャレンジしている。
2024年9月にはTOKYO FMと資本業務提携し、ラジオ業界のDXを担う「株式会社ラジオDXアライアンス」を共同で設立。ラジオ業界での新たなデータマーケティング商材の開発や、ファンマーケティングの深耕などに取り組んでいる。

## 沿革
- 2001年03月 - 創業（合資会社フラッグ設立）
- 2004年01月 - 株式会社フラッグ設立
- 2005年11月 - 資本金2,400万円に増資（資本準備金1,400万円）
- 2006年07月 ‐ プライバシーマーク認証取得
- 2010年07月 - 名古屋オフィスを愛知県名古屋市に新規開設
- 2011年04月 - 株式会社ムーサ・ドットコムを完全子会社化
- 2012年08月 - 株式会社ムーサ・ドットコムと合併
- 2013年07月 - 松山オフィスを愛媛県松山市に新規開設
- 2014年05月 - 大阪オフィスを大阪府大阪市に新規開設
- 2016年04月 - ニューシネマワークショップ株式会社を完全子会社化
- 2018年09月 - 吉祥寺本社と渋谷オフィスを移転統合し東京本社を設立
- 2019年03月 - アメリカ・ロサンゼルスに現地法人「Flag Pictures, Inc.」を設立
- 2019年10月 - 広島オフィスを広島県広島市に新規開設
- 2020年04月 - ニューシネマワークショップ株式会社と合併
- 2023年02月 - 福岡オフィスを福岡市中央区に新規開設
- 2023年11月 - 札幌オフィスを北海道札幌市に新規開設
- 2024年07月 - 松竹、東映と業務資本提携し「シネマDXプロジェクト」を開始
- 2024年09月 - TOKYO FMと資本業務提携し「株式会社ラジオDXアライアンス」を共同設立

## 映画配給・宣伝プロデュース作品
- エストニアの聖なるカンフーマスター（2024年10月4日公開）※買付・配給
- エンドレス・サマー デジタルリマスター版（2024年7月12日公開）※買付・配給
- コット、はじまりの夏（2024年1月26日公開）※買付・配給・宣伝
- ファッション・リイマジン（2023年9月22日公開）※買付・配給
- 君は行く先を知らない（2023年8月25日公開）※買付・配給
- 告白、あるいは完璧な弁護（2023年6月23日公開）※宣伝
- マッシブ・タレント（2023年3月24日公開）※配給
- シャイニー・シュリンプス！世界に羽ばたけ(2022年10月28日公開)※日仏国際共同製作・配給

- ライフ・ウィズ・ミュージック(2022年2月22日公開)※買付・配給・宣伝
- ビルド・ア・ガール(2021年10月22日公開)※買付・宣伝
- Summer of 85(2021年8月20日公開)※買付・配給・宣伝
- シャイニー・シュリンプス！愉快で愛しい仲間たち(2021年7月9日公開)※買付・宣伝
- ラブ・セカンド・サイト はじまりは初恋のおわりから(2021年5月7日公開)※買付・宣伝
- ダニエル(2021年2月5日公開)※買付・配給
- 100日間のシンプルライフ(2020年12月4日)※買付・宣伝

## 主要取引先

### 映画
- 松竹株式会社
- 東映株式会社
- 東宝株式会社
- ワーナーブラザースジャパン合同会社
- ウォルト・ディズニー・ジャパン株式会社
- 株式会社ソニー・ピクチャーズ エンタテインメント
- 株式会社KADOKAWA
- 日活株式会社
- アスミック・エース株式会社
- ギャガ株式会社
- 株式会社博報堂DY ミュージック＆ピクチャーズ
- 株式会社東京テアトル

### 動画配信
- Netflix合同会社
- アマゾンジャパン合同会社
- Apple Inc.
- HJホールディングス株式会社
- 株式会社NTTドコモ
- パラマウント・グローバル・ジャパン株式会社

### 放送・メディア
- 株式会社エフエム東京
- 株式会社TBSテレビ
- 株式会社フジテレビ
- 株式会社テレビ東京
- 株式会社WOWOW

### ゲーム
- 株式会社ナイアンティック
- 任天堂株式会社
- 株式会社ポケモン
- 株式会社ミクシィ
- 株式会社スクウェア・エニックス・ホールディングス
- テイクツー・インタラクティブ・ジャパン

### アニメ
- 東映アニメーション株式会社
- 株式会社アニプレックス
- 株式会社バンダイナムコフィルムワークス
- エイベックス・ピクチャーズ株式会社

### 音楽
- スポティファイジャパン株式会社
- 株式会社HYBE LABELS JAPAN
- ユニバーサル ミュージック合同会社
- エイベックス・ミュージック・クリエイティヴ株式会社
- 株式会社ソニー・ミュージックエンタテインメント
- 株式会社ソニー・ミュージックレーベルズ

### IT・プラットフォーム
- TikTok Pte. Ltd.
- Twitter Japan株式会社
- ピンタレストジャパン合同会社
- 株式会社ドワンゴ
- LINE Digital Frontier株式会社
- 17LIVE株式会社

### 広告
- 株式会社電通
- 株式会社博報堂
- 株式会社ジェイアール東日本企画
- 株式会社ADKマーケティング・ソリューションズ
- 株式会社サイバーエージェント
- TOPPAN株式会社

### その他
- サントリーホールディングス株式会社
- アドビ株式会社
- 株式会社サンリオ
- エーザイ株式会社
- ゼスプリ・インターナショナル・ジャパン株式会社
- 株式会社ベネッセホールディングス
- 株式会社ユーグレナ
- 株式会社雨風太陽
- 株式会社マイナビ

## 子会社
- Flag Pictures, Inc.

## 加盟団体
- 日本アドバタイザーズ協会デジタルマーケティング研究機構
- 一般社団法人クチコミマーケティング協会
- 公益社団法人日本パブリックリレーションズ協会
- 日本アカデミー賞協会
- 外国映画輸入配給協会

## 取得資格
- プライバシーマーク（認定番号A10340006(02)号）